# Brug 1051
Brug 1051 is een bouwkundig kunstwerk in Diemen. 
Het viaduct werd gebouwd in het kader van de aanleg van het ontbrekende gedeelte van de Gooiseweg die jarenlang in beslag nam. Die weg begint in gemeente Amsterdam en het gedeelte binnen Amsterdam Zuidoost kwam in 1971 gereed. Het tussengelegen gedeelte voert echter binnen de gemeenten Ouder-Amstel en Diemen maar ontbrak omdat die gemeenten niet alleen wilde opdraaien voor de kosten van een weg die alleen voor Amsterdam van belang was. Tot die tijd moest het verkeer zich behelpen met de  slecht bestrate Gooisehulpweg die langs het beoogde tracé liep en regelmatig moest worden verlegd met vreemde bochten. De Gooiseweg zou echter dé verbinding worden tussen Amsterdam en de wijk Amsterdam-Zuidoost, toen ze richting Het Gooi losliet ten faveure van Zuidoost. Amsterdam hield dan ook het beheer van de kunstwerken in die weg.  
Voorbereidende werken begonnen al in 1970. In 1982 ontwierp architect Dirk Sterenberg van de Dienst der Publieke Werken om twee jaar later te kunnen beginnen met de definitieve bouw, in dit geval over het Zilvermeeuwpad. Vanwege de strikte scheiding tussen snel- en langzaam verkeer gaat het snelverkeer bovenlangs, voetgangers en fietsers gaan onderdoor. De overspanning van betonnen liggers is circa 24 meter lang. Opvallend aan de brug (voor deze wijk) is de constructie van de leuningen; deze ontwierp Sterenberg ook voor bruggen elders in de stad. Op 2 februari 1984 besteedde de gemeente Amsterdam de bouw aan, daarbij werden bruggen 1051 en 1201 (iets ten noorden van brug 1051 en ook in Diemen) gelijk gebouwd.

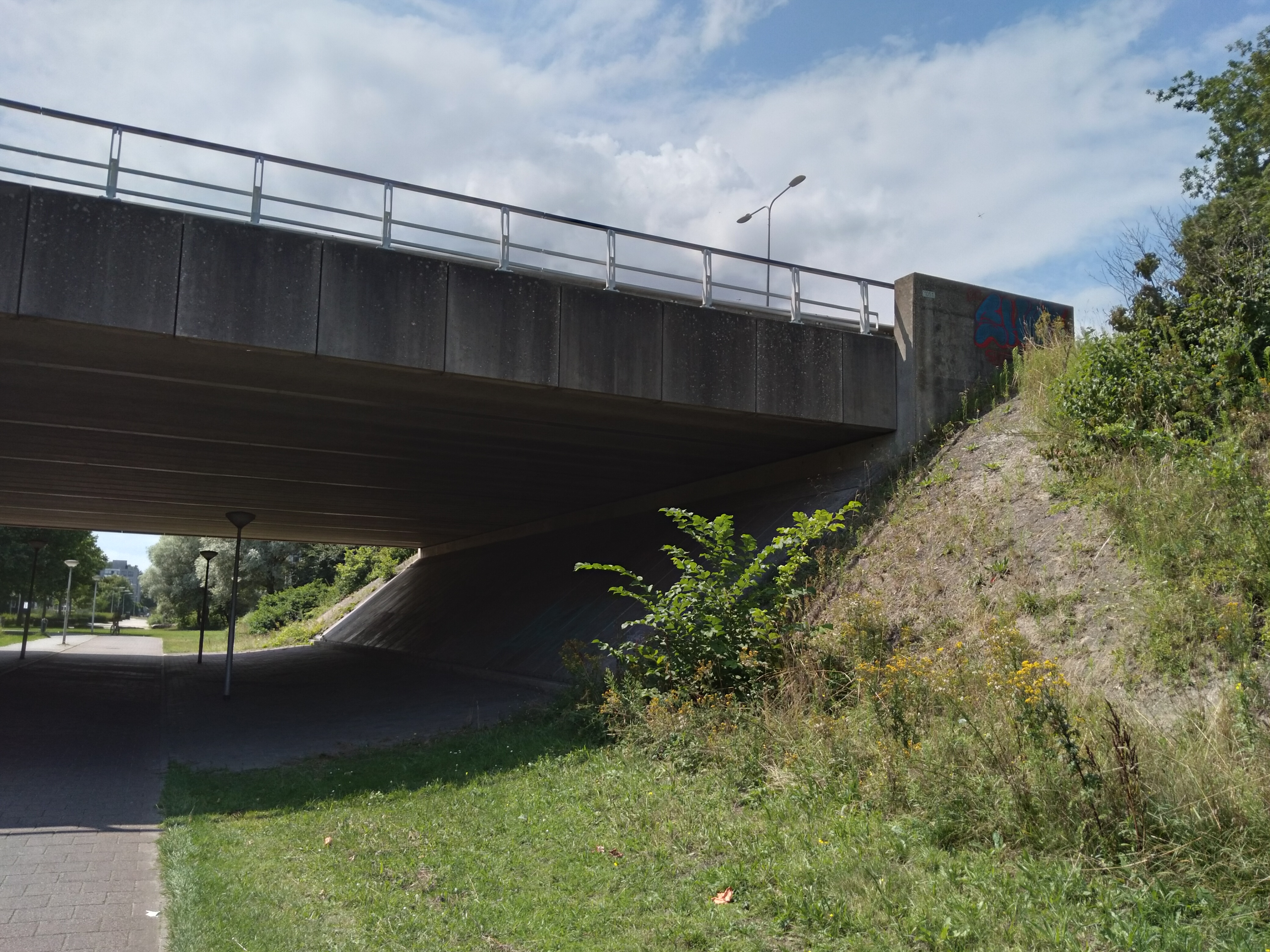
Landhoofd, borstwering en leuning van brug 1051 (augustus 2021)

<<< · 1000 · 1001 · 1002 · 1003 · 1004 · 1005 · 1006 · 1007 · 1008 · 1009 · 1010 · 1011 · 1012 · 1013 · 1014 · 1018 · 1028 · 1029 · 1030 · 1032 · 1033 · 1034 · 1035 · 1036 · 1037 · 1038 · 1039 · 1040 · 1041 · 1044 · 1045 · 1046 · 1048 · 1049 · 1050 · 1051 · 1062 · 1063 · 1064 · 1065 · 1066 · 1067 · 1076 · 1077 · 1078 · 1083 · 1090 · 1092 · 1093 · 1094 · 1095 · 1096 · 1097 · 1098 · 1099 · >>>
Brugnummers  1015, 1016, 1017, 1019, 1020, 1021, 1022, 1023, 1024, 1025, 1026, 1027, 1031, 1042, 1043, 1047, 1052/1053 (niet gebouwd), 1054, 1055, 1056, 1057, 1058, 1059, 1060, 1061, 1068, 1069-1075, 1079, 1080, 1081, 1082, 1084-1088, 1089 en 1091 (onbekend) zijn niet meer vergeven. De meesten daarvan zijn gesloopt in verband met sanering Zuidoost. Alle bruggen lagen en liggen in Zuidoost behalve bruggen 1000 en 1002.